# 郡国制
郡国制，又称郡国并行制，是指郡县制和封建制（分封制）并同实行的行政区划制度。始于西汉，建立之初是为了避免權奸亂朝，又可以中央集权。此制度一直延续到南北朝。

## 歷史
刘邦先前為了楚漢相爭，分封异姓諸侯王，以爭取實力軍人的支持，擊敗西楚。但一統天下後，刘邦面对軍力強大的異姓王，非常不信任，隨即開始消滅異姓王，先後滅亡或廢除了燕王臧荼、韓王信、楚王韓信、趙王張敖、代王陳豨、梁王彭越、淮南王英布、新的燕王盧綰，僅存長沙王吳臣。劉邦訂立了白馬之盟，不允許異姓王再度出現。
周朝採用封建制，傳國悠久，但國勢衰弱，被諸侯欺凌；秦朝採用郡縣制，中央集權，國勢強大，但權奸趙高亂朝之後，迅速滅亡。所以劉邦想出了折衷的辦法，汉朝以“郡县制”为主，承袭了秦朝「郡县制」这种行政区划管理制度，与秦行政区划不同的是，在推行“郡县制”的同时又推行封国制，郡县與封国并行，又称“郡国并行制”。漢朝的封国包括王国和侯国。以分封宗室子弟的方式，分封同姓九王，调和郡縣制與封國制的两极偏差，恢复封國制，同时又施行郡县制，使郡国杂处，以相牵制，对维护中央集权和国家统一產生积极作用，但後來還是引爆了七國之亂。
中国史上自汉朝开始直至南北朝，各个时期国家行政区划管理上不同程度实行了“封建制度”，但分封不是主体。各个朝代政权稳定以后，王国与侯国实际成了行政区划体系之一，或形式上分封。汉朝王国、侯国的行政长官是「國相」由朝廷直接任免，為王、侯國的實際行政長官，王侯反而是虛君，不掌該地治理權力。到了魏晋南北朝行政长官則是内史。而且魏晋南北朝的諸侯王，通常不到藩国就任，而是皇帝另有任用，如任命都督某处军事。比如八王之乱时的成都王司马颖并不在成都国，而是作为都督冀州诸军事，驻守在邺城。
隋朝之后，行政区划上没有了封国，在唐朝安史之乱之后，存在觀察使、节度使等军阀割据政权，大多数情况下，要领受中原王朝的册封来確保政权合法性，如五代十国时期，十国之一的楚国之国王马殷，尽管于907年建国，仍旧于927年(天成二年)接受中原王朝后唐册封为「楚王」。宋朝亦加強中央集权，分封王沒有封地，不實行郡国制。
元朝的情况比较复杂，参见元朝藩王列表。
比较特殊的是明朝，虽然有分封制，但分封的区域并没有形成行政区划，分封王並無實权，受皇帝直接管轄。
清朝初年的三藩也有封国的性质，但隨即也引爆了三藩之亂。